# Élections législatives de 1956 dans le territoire du Soudan français
Les élections législatives de 1956 dans le Territoire du Soudan français sont des élections françaises qui ont eu lieu le 2 janvier 1956  dans le Territoire du Soudan français (Mali) dans le cadre des élections législatives françaises de 1956, sous la IVe République.
Ce sont les dernières élections législatives de la Quatrième république, après les élections de novembre 1946 et de juin 1951.

## Mode de scrutin
L'Assemblée nationale est composée de 626 sièges pourvus au scrutin proportionnel plurinominal suivant la règle de la plus forte moyenne, sans panachage.
Dans le Territoire du Soudan français (Mali), quatre députés sont à élire.

## Élus
| Député sortant    | Parti | Parti         | Député élu ou réélu | Parti | Parti         |
| ----------------- | ----- | ------------- | ------------------- | ----- | ------------- |
| Fily Dabo Sissoko |       | PPS (SFIO)    | Fily Dabo Sissoko   |       | PPS (SFIO)    |
| Hammadoun Dicko   |       | PPS (SFIO)    | Hammadoun Dicko     |       | PPS (SFIO)    |
| Jean Silvandre    |       | PPS (SFIO)    | Modibo Keïta        |       | US-RDA (UDSR) |
| Mamadou Konaté    |       | US-RDA (UDSR) | Mamadou Konaté      |       | US-RDA (UDSR) |

## Résultats

### Résultats à l'échelle du territoire
| Parti    | Parti         | Tête de liste     | Résultats | Résultats | Sièges |  |
| Parti    | Parti         | Tête de liste     | Voix      | %         |        |  |
| -------- | ------------- | ----------------- | --------- | --------- | ------ |  |
|          | US-RDA (UDSR) | Mamadou Konaté    | 215 419   | 49,75     | 2 1    |  |
|          | PPS (SFIO)    | Fily Dabo Sissoko | 161 911   | 37,39     | 2      |  |
|          | UD            | Sékou Kansaye     | 29 505    | 6,81      | -      |  |
|          | SFIO          | Jean Silvandre    | 15 248    | 3,52      | 1      |  |
|          | APIDIES       | Tidjani Traoré    | 10 946    | 2,53      | -      |  |
|          |               |                   |           |           |        |  |
| Inscrits | Inscrits      | Inscrits          | 1 075 645 | 100,00    | 4      |  |
| Votants  | Votants       | Votants           | 438 502   | 40,77     |        |  |
| Exprimés | Exprimés      | Exprimés          | 433 029   | 98,75     |        |  |